# Institut für Föderalismus
Das Institut für Föderalismus (kurz: IFÖ) ist ein Forschungszentrum mit Sitz in Innsbruck. Neben der wissenschaftlichen Erforschung von Föderalismus und Dezentralisierung steht die Vermittlung der Idee des Föderalismus gegenüber der Öffentlichkeit im Vordergrund. Es ist Mitglied der International Association of Centers for Federal Studies (IACFS).

## Übersicht

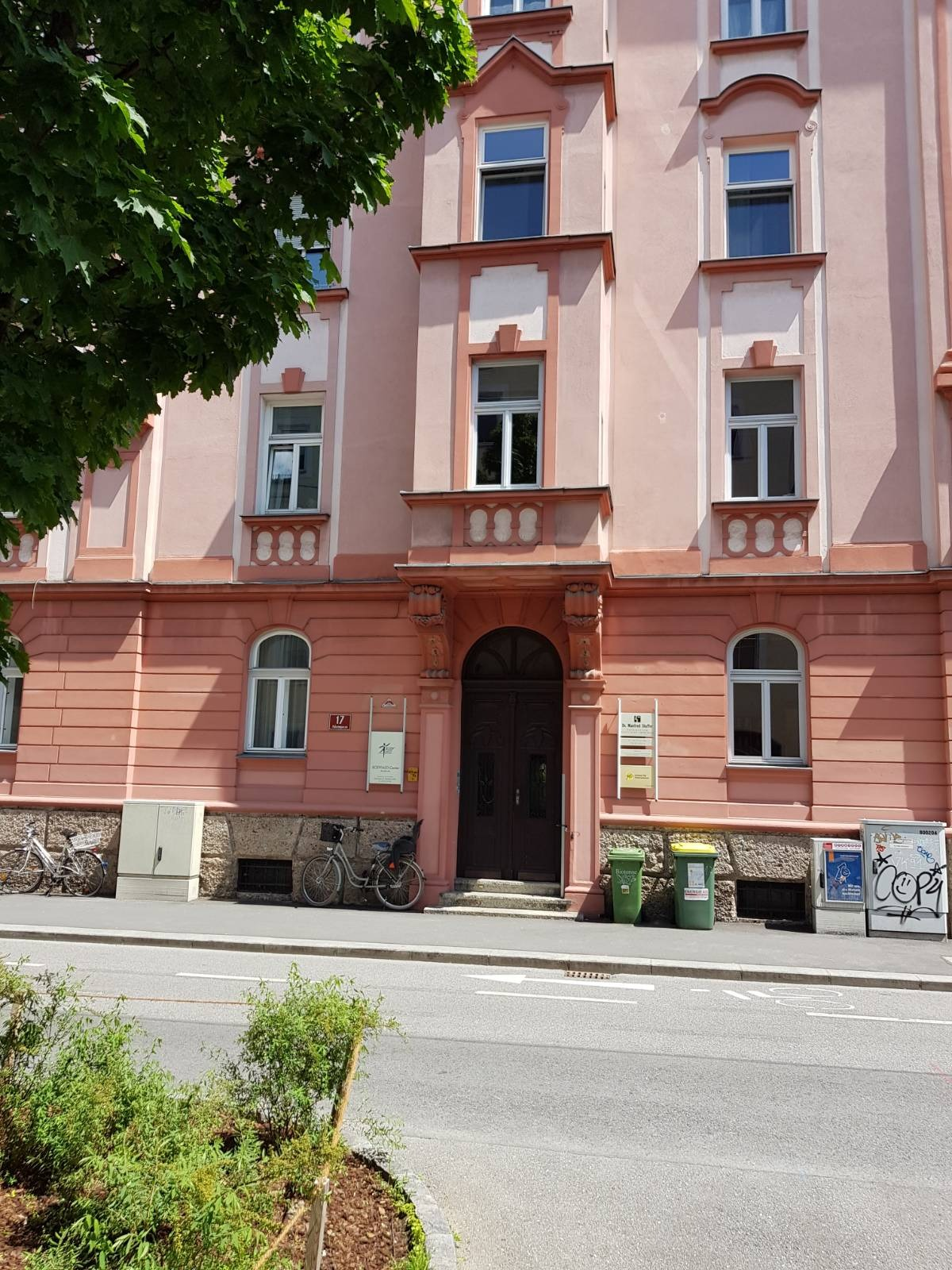
Außenansicht des Instituts für Föderalismus

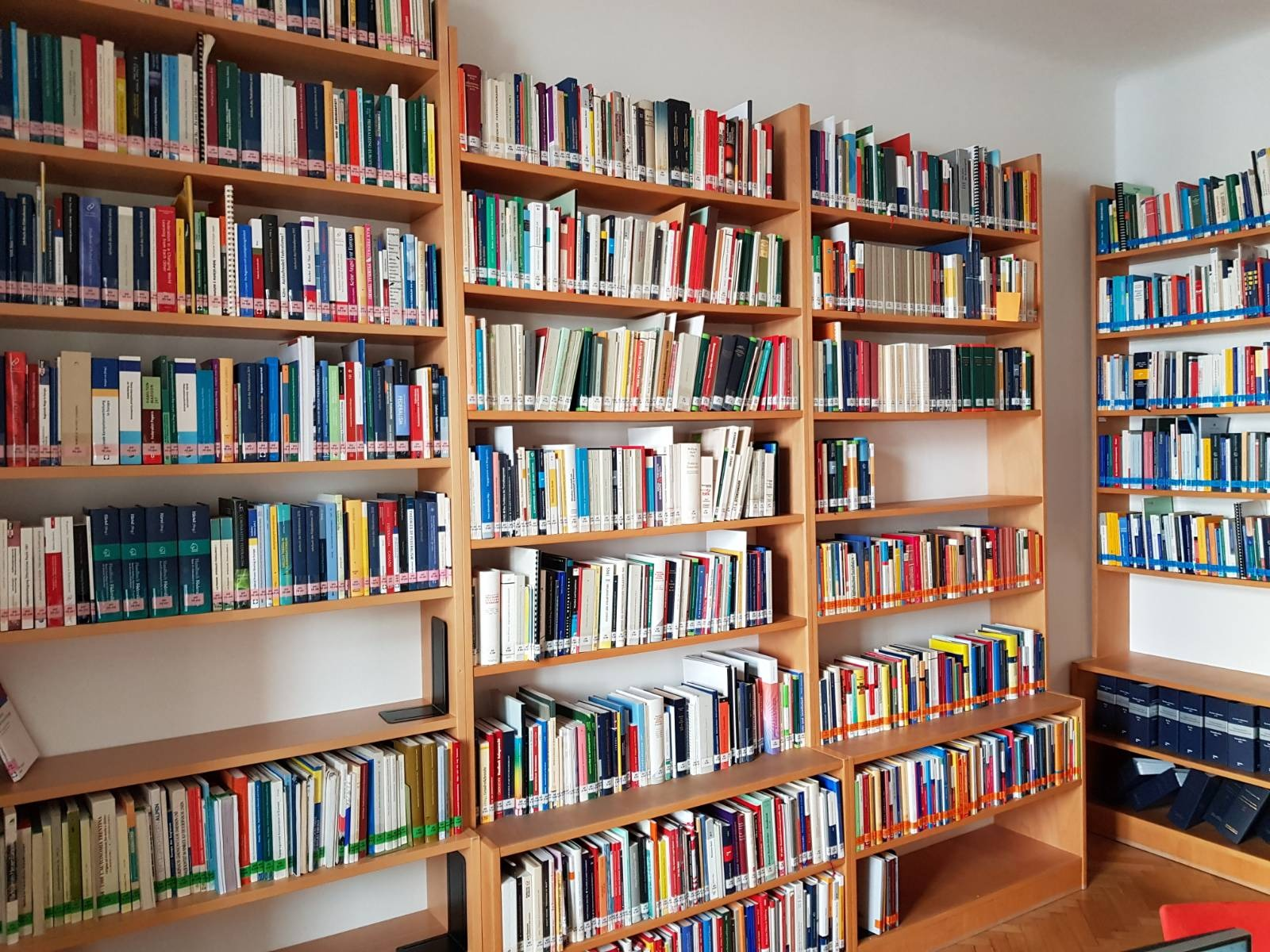
Fachbibliothek des Instituts für Föderalismus, Raum 1

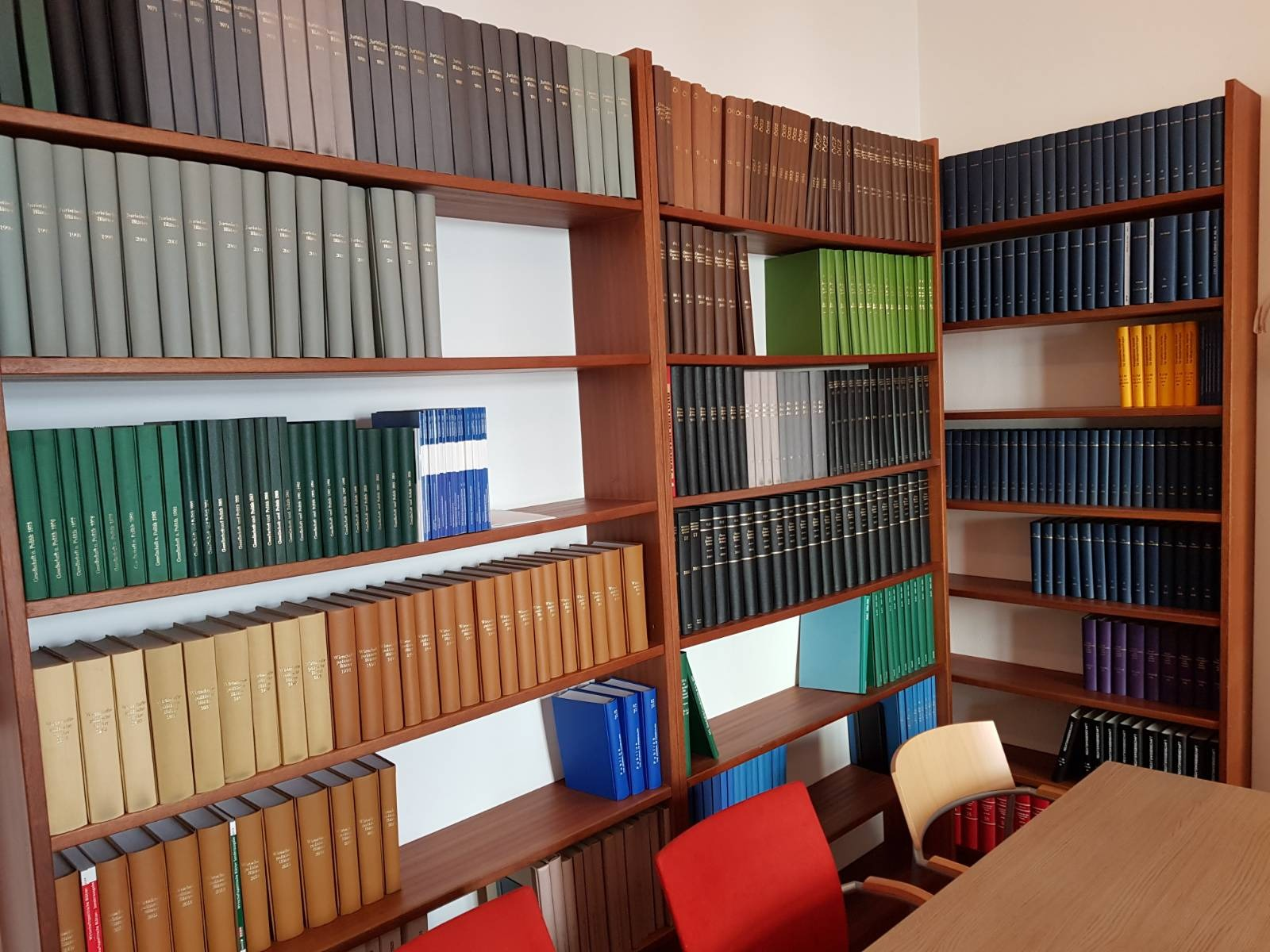
Fachbibliothek des Instituts für Föderalismus, Raum 2

Das Institut für Föderalismus wird von den österreichischen Ländern Niederösterreich, Oberösterreich, Salzburg, Tirol und Vorarlberg getragen und verfolgt vor allem drei Ziele:
- wissenschaftliche Forschung und die Unterstützung von Föderalismusforschung
- Weiterentwicklung des Föderalismus in Österreich sowie im europäischen Mehrebenensystem (Regionalisierung); insbesondere im Hinblick auf demokratische Leistungsfähigkeit, Effizienz und ökonomische Theorie des Föderalismus;
- Fundierung und Versachlichung der öffentlichen Diskussion zu Föderalismus und Dezentralisierung

Zur Erreichung dieser Ziele veröffentlicht das Institut neben wissenschaftlichen Studien mehrere Publikationsreihen, betreibt einen Blog und eine Föderalismus-Datenbank, organisiert Fachtagungen und informiert via aktiver Öffentlichkeitsarbeit und Beantwortung regionaler und nationaler Medienanfragen zur aktuellen Föderalismusforschung. Forschungsergebnisse des Institutes werden zudem über Newsletter, Newsbeiträge oder Social Media kommuniziert. Zur Förderung wissenschaftlicher Arbeiten im Bereich Föderalismus und Dezentralisierung wird jährlich der Föderalismuspreis ausgeschrieben.
Das Institut für Föderalismus verfügt über eine Fachbibliothek. Sie ist eine Präsenzbibliothek und steht allen Interessierten zur Benützung offen. Die Bibliothek hat derzeit (Stand: 2023) einen Bestand von über 11.000 Medien mit mehr als 3500 Büchern und 8000 ausgewählten Zeitschriftenartikeln aus in- und ausländischen Fachzeitschriften zu folgenden inhaltlichen Schwerpunkten:
- Föderalismus
- Dezentralisierung
- Regionalismus und Regionalpolitik
- Staatstheorie
- Öffentliche Finanzen und Wirtschaft
- Öffentliches Recht
- Politik und Öffentliche Verwaltung
- Österreichische Geschichte
- Europäische Union
- Südtirol
- Schweiz
- Deutschland
- und Weitere.

International arbeitet das Institut als Mitglied mit der International Association of Centers for Federal Studies (IACFS) zusammen. So war das Institut Träger und Veranstalter der jährlichen IACFS-Fachkonferenz im Jahr 2002 und 2021. Das Institut fördert und partizipiert an der Winter School on Federalism and Governance, welches von der Eurac Research und der Universität Innsbruck ausgerichtet wird.

## Geschichte
Am 15. Juli 1975 wurde das Institut für Föderalismusforschung  an der Universität Innsbruck von den Trägerländern Vorarlberg und Tirol als außeruniversitäre Wissenschaftseinrichtung gegründet. 1977 gründete das Institut zusammen mit anderen Zentren und Instituten der Föderalismusforschung die International Association of Centers for Federal Studies, ohne jedoch formal Mitglied zu werden. Offizielles Mitglied der IACFS wurde das Institut 1996. Im Jahr 2000 erfolgte die Umbenennung des Instituts in Institut für Föderalismus. 1979 ist mit Salzburg das dritte Trägerland dem Institut beigetreten. Nach dem Austritt im Jahr 2004 ist Salzburg im Jahr 2019 dem Institut erneut als Trägerland beigetreten. Im Jahr 2003 stieß Oberösterreich als Trägerland hinzu. Das Land Niederösterreich wurde mit 2019 Mitglied der Institutsträgerländer. Vom Gründungsjahr bis Ende 2000 wurde das Wissenschaftsinstitut von Peter Pernthaler, Ordinarius und Professor am Institut für öffentliches Recht, Finanzrecht und Politikwissenschaft, geleitet. Sein Nachfolger seit dem Jahr 2001 ist Peter Bußjäger, Professor für Staatsrecht, Verwaltungslehre und österreichisches Verwaltungsrecht an der Universität Innsbruck.

## Organisation
Zur Leitung des Instituts für Föderalismus ist ein Kuratorium berufen. Es besteht aus jeweils vier Vertretern jedes Trägerlandes, welche über die jeweilige Landesregierung bestellt werden. Den jährlich zwischen den Trägerländern wechselnden Vorsitz führt jeweils ein Vertreter eines Trägerlandes. Dem Kuratorium obliegt die Beschlussfassung über alle wesentlichen Angelegenheiten des Instituts, vor allem über das Arbeitsprogramm, die Haushaltsplanung und Personalfragen. Außerdem stellt es die Verbindung zu den Landesregierungen und Landtagen der fünf Trägerländer her.

## Publikationen
Das Institut für Föderalismus veröffentlicht neben Einzelstudien regelmäßige Publikationen und Informationen zu Föderalismus, Regionalismus und Dezentralisierung:
- Föderalismus-Info
- FÖDOKS
- IFÖ-Schriftenreihe
- IFÖ-Online Publikationen
- Föderalismusbericht

Zudem betreibt das Institut die Datenbank Föderalismus-Monitor, welche Kennzahlen und repräsentative Umfrageergebnisse zu Föderalismus in Österreich zur Verfügung stellt. Mit den sogenannten IFÖ Talks werden Interview-Videoclips zu Föderalismus-Themen produziert.